# آتش کولی
 Gypsy Flame نام یک آلبوم موسیقی اثر آرمیک، هنرمند ایرانی است که در سبک پاپ تهیه شده و دارای ۶ آهنگ است.

## فهرست آهنگ‌ها
| ردیف | آهنگ               |
| ۱    | For Your Eyes      |
| ۲    | Gypsy Flame        |
| ۳    | Lear Drops         |
| ۴    | Meet You In Heaven |
| ۵    | Montserrat         |
| ۶    | Mystical Eden      |